# Steps
Steps – brytyjski zespół muzyczny, założony w maju 1997. Pomysłodawcami założenia formacji byli Tim Byrne, Barry Upton i Steve Crosby. W skład zespołu wchodzą Lee Latchford-Evans, Claire Richards, Lisa Scott-Lee, Faye Tozer i Ian Watkins.
Zespół debiutował w 1997 singlem „5, 6, 7, 8”, który zapewnił im międzynarodowy rozgłos. Od tamtej pory wokaliści wydali sześć albumów studyjnych: Step One (1998), Steptacular (1999), Buzz (2000), Light Up the World (2012), Tears on the Dancefloor (2017) i What the Future Holds (2020). Ich albumy notowane były na krajowej liście UK Albums Chart, jak też w zagranicznych zestawieniach, m.in. Albums Chart w Irlandii czy Ultratop w Belgii. Single zespołu również były kilkukrotnie umieszczane na liście UK Singles Chart oraz w zagranicznych notowaniach, m.in. Top 50 Singles w Australii i Top 40 Singles Chart w Nowej Zelandii. Za sprzedaż albumów i singli zespół uzyskał – wyłącznie w Wielkiej Brytanii – jedną pięciokrotnie platynową, dwie czterokrotnie platynowe, jedną podwójnie platynową, trzy platynowe, cztery złote i osiem srebrnych płyt.
W 1999 występowali jako support przed wybranymi koncertami Britney Spears w ramach jej trasy koncertowej …Baby One More Time Tour.

## Dyskografia
- Step One (1998)
- Steptacular (1999)
- Buzz (2000)
- Light Up the World (2012)
- Tears on the Dancefloor (2017)
- What the Future Holds (2020)

## Trasy koncertowe
- Step One Tour (1999)
- …Baby One More Time Tour (jako support dla Britney Spears; 1999)
- Next Step Tour (1999)
- Steptacular Tour (2000)
- Steps into Christmas (2000)
- Gold Tour (2001)
- The Ultimate Tour (2012)
- Christmas with Steps (2012)
- Party on the Dancefloor Tour (2017)
- Summer of Steps Tour (2018)
- What the Future Holds Tour (2021)